# Lucy Nagarrazzi
Lucilene da Silva Uilliam Santos (Rio de Janeiro, 17 de abril de 1985), mais conhecida pelo nome artístico Lucy Nagarrazzi, é uma modelo, atriz, apresentadora, cantora, repórter e escritora brasileira.

## Biografia
Lucy veio de uma família pobre no subúrbio da Zona Norte do Rio de Janeiro, no Morro do Dendê. Estudou em um colégio público até seus 22 anos, pois repetiu o C.A. 22 vezes. Lucy também se envolveu e teve muita rivalidade com Dercy Madallene, que afirma que Lucy roubou seu namorado de infância, Roberto Salsinha. Ficou mais conhecida após seu clipe As Gatinhas Fo-Funkeiras, vendeu muitos albúns e acabou rendendo R$182.005.042. Com o dinheiro e a fama, Lucy se envolveu com drogas incluindo Maconha, Crack, Aids e Tuberculose. Lucy acabou no esquecimento e em 2012 foi chamada para integrar na segunda temporada do mais famoso reality do Léo's Channel Busão á Vista. No dia 08 de dezembro Lucy foi consagrada vencedora com 56% dos votos numa final contra Marina Fraga. Lucy foi morar no mesmo ano em Paris, França. Lá, Dercy se vingou da rival, roubou todo seu dinheiro e Lucy voltou a morar na sua humilde residência. Depois, Lucy saiu vagando por aí se prostituindo para 'descolar uma graninha'. Até conseguir entrar para o elenco de Heróis Vs. Vilões onde conheceu suas, até hoje amigas Inês Brasil e Mari Guimarães. Teve uma grande briga com Andressa Urach durante todo o programa, até ser eliminada na nona semana em uma disputa contra Clara Gomes, onde saiu com 62% dos votos. Após o fato, Lucy foi confirmada pela produção á participar da última temporada da franquia: Drama Total: Drama Final que até agora, não tem data prevista para estreia.

## Televisão
| Ano  | Título                   | Lugar                 |
| ---- | ------------------------ | --------------------- |
| 2012 | Busão á Vista            | 1º Lugar              |
| 2013 | Todos á Bordo            | Participação Especial |
| 2014 | Heróis Vs. Vilões        | 8º Lugar              |
| 2015 | Drama Total: Drama Final | 4º Lugar              |